# عرب الرماضين الجنوبي
عرب الرماضين الجنوبي  قرية من قرى الضفة الغربية وتتبع محافظة قلقيلية، ومن القرى التي وقعت في حرب 1967.عدد سكانها 300 نسمة، اقيمت بعد عام 1948 وجميع سكانها من الاجئين وهي تقع حاليا داخل جدار الفصل العنصري. 